# Stor fregatfugl
Stor fregatfugl (Fregata minor) er en tropisk fregatfugl.